# Indochina Airlines
Indochina Airlines era una aerolínea vietnamita con base en Ciudad Ho Chi Minh. Fue la primera aerolínea privada operativa con sede en Vietnam, originalmente autorizada en mayo de 2008 como Air Speed Up. El fundador y presidente de la junta fue el músico vietnamita Hà Hùng Dũng. 
Indochina Airlines comenzó a vender billetes el 12 de noviembre de 2008 y lanzó sus primeros vuelos comerciales desde el Aeropuerto Internacional Tân Sơn Nhất en Ciudad Ho Chi Minh al Aeropuerto Internacional Nội Bài en Hanói y al Aeropuerto Internacional de Đà Nẵng en Đà Nẵng el 25 de noviembre de 2008. Después de una serie de dificultades, incluidas deudas no resueltas y una disminución de clientes, Indochina Airlines dejó de volar el 25 de noviembre de 2009; su horario fue revocado dos días después.

## Antiguos destinos
| País    | Destinos           | Aeropuertos                              |
| ------- | ------------------ | ---------------------------------------- |
| Vietnam | Ciudad Ho Chi Minh | Aeropuerto Internacional de Tan Son Nhat |
| Vietnam | Đà Nẵng            | Aeropuerto Internacional de Đà Nẵng      |
| Vietnam | Hanói              | Aeropuerto Internacional de Nội Bài      |

## Flota histórica
| Aeronaves      | Total | Introducido | Retirado | Matrículas      |
| -------------- | ----- | ----------- | -------- | --------------- |
| Boeing 737-800 | 2     | 2008        | 2009     | OK-TVA y OK-TVB |